# 日本私立小学校連合会
日本私立小学校連合会（にほんしりつしょうがっこうれんごうかい）は、東京都に本部を置く私立の小学校、私立の特別支援学校初等部の校長、教育機関の代表者等の団体である。

## 概要
- 目的　私立における初等教育に関する調査研究、振興
- 事務局所在地　東京都千代田区九段北4-2-25　私学会館別館6F

## 傘下団体
- 北海道・東北地区私立小学校連合会
- 関東地区私立小学校連合会
  - 神奈川県私立小学校協会
- 東京私立初等学校協会
- 西日本私立小学校連合会
  - 大阪府私立小学校連合会
  - 兵庫県私立小学校連合会
  - 京都府私立小学校連合会
- 九州地区私立小学校連合会

## 公正取引委員会による警告
2015年（平成27年）6月30日、公正取引委員会は、日本私立小学校連合会の傘下団体である西日本私立小学校連合会（西私小連）、京都府私立小学校連合会（京私小連）、大阪府私立小学校連合会（大私小連）および兵庫県私立小学校連合会（兵私小連）に対して、独占禁止法に基づく審査の結果、同法違反に当たるおそれのある行為があったとして、警告を行った。
公正取引委員会が発表した警告の概要によると、次の2点の事実が認められたとされる。
1. 4団体は、自らに加盟する私立小学校の経営の安定化を図るなどのため、それぞれ、加盟校間における児童の転出入を認めないことなどを申し合わせた。
2. 4団体は、洛南高等学校附属小学校（京都府向日市）の新設を予定していた学校法人真言宗洛南学園に対して、4団体加盟校からの児童の転入を受け入れないことを要望した。その結果、同学園は同小学校の募集要項に、京都府の私立小学校に在籍している児童は受験を遠慮するよう記載した。

これらの行為のうち、西私小連によるものは、京都府、大阪府、兵庫県および奈良県における私立小学校が提供する教育サービスの取引分野における競争を実質的に制限していた疑いがあり、また、京私小連、大私小連および兵私小連によるものは、それぞれ、所在府県における私立小学校が提供する教育サービスの取引分野における競争を実質的に制限していた疑いがあるとして、いずれも、独占禁止法第8条第1号に該当し同条の規定に違反するおそれがあることから、公正取引委員会は、4団体に対し、今後、このような行為を行わないよう警告した。